# Benjamin Verraes
Benjamin Verraes (Menen, 21 febbraio 1987) è un ciclista su strada e pistard belga che corre per la CT UW Immo Plus - Pessemier NV. Dotato di un buono spunto veloce e di una discreta resistenza in salita, è uno specialista delle classiche.

## Palmarès

### Strada
- 2011

4a tappa Giro del Brabante Fiammingo
Gooikse Pijl
- 2014

Throphèe Martin Wynans
- 2015

Zuidkempense Pijl
Circuit du Pays de Waes
- 2016

Internatie Reningelst
- 2017

Grand Prix Albert Fauville-Baulet
Grand Prix Georges Lassaut
- 2018

Gand-Staden
Wim Hendriks Trofee
4a tappa Giro del Brabante Fiammingo
- 2019

Grand Prix de la Ville Saint Nicolas

## Piazzamenti

### Grandi Giri
- Giro d'Italia

2014: ritirato
- Tour de France

2021: ritirato (11ª tappa)
- Vuelta a España

2013: 48º
2015: 76º